# Anisodes praetermissa
Anisodes praetermissa är en fjärilsart som beskrevs av Max Joseph Bastelberger 1908. Anisodes praetermissa ingår i släktet Anisodes och familjen mätare. Inga underarter finns listade i Catalogue of Life.